# Powiat Nishiokitama
Powiat Nishiokitama (jap. 西置賜郡 Nishiokitama-gun) – powiat w Japonii, w prefekturze Yamagata. W 2024 roku liczył 24 970 mieszkańców.

## Miejscowości
- Iide
- Oguni
- Shirataka